# Cylindrophis melanotus
Espèce
Synonymes
- Tortrix rufa var. celebica Schlegel, 1844
- Cylindrophis celebensis Smith, 1927
- Cylindrophis heinrichi Ahl, 1935

Cylindrophis melanotus est une espèce de serpents de la famille des Cylindrophiidae.

## Répartition
Cette espèce est endémique d'Indonésie. Elle se rencontre à Sulawesi et aux Moluques.

## Publication originale
- Wagler, 1830 : Natürliches System der Amphibien : mit vorangehender Classification der Säugethiere und Vögel : ein Beitrag zur vergleichenden Zoologie. München p. 1-354 (texte intégral).